# Miquel Nolis Suñol
Miquel Nolis Suñol (Badalona, 18 d'agost de 1944) és un entrenador de bàsquet català.

## Carrera esportiva
L'any 1970 entrà a formar part del cos tècnic del Joventut de Badalona, on dirigí diversos equips de categories inferiors. Després d'un breu pas pel Futbol Club Barcelona, retornà a Badalona, on arribà a ser l'entrenador del primer equip les temporades 1985-86 i 1994-95. Continuà lligat al Joventut entrenant l'equip juvenil durant onze temporades seguides, sent també entrenador de l'equip vinculat a l'entitat, el Club Bàsquet Sant Josep, a la Lliga EBA (1997-99), i de diversos equips de promoció verd-i-negres fins al 2004.
La temporada 2005-06 dirigí el primer equip del Club Bàsquet Navàs a la Lliga EBA i a partir de l'any 2009 equips de formació del mateix club. El 2011 començà a col·laborar amb el Bàsquet Alella. També fou entrenador de la federació espanyola, primer com a ajudant i després com a primer entrenador de la selecció estatal juvenil, amb la qual aconseguí la plata en dos Campionats d'Europa (1983, 1985). Nolis, considerat un gran entrenador de formació, va ajudar a Ricky Rubio a treballar el seu tir abans de marxar a jugar a l'NBA. Actualment és entrenador dels Infantils de la UBSA.